# 天主教博爾扎諾-布雷薩諾內教區

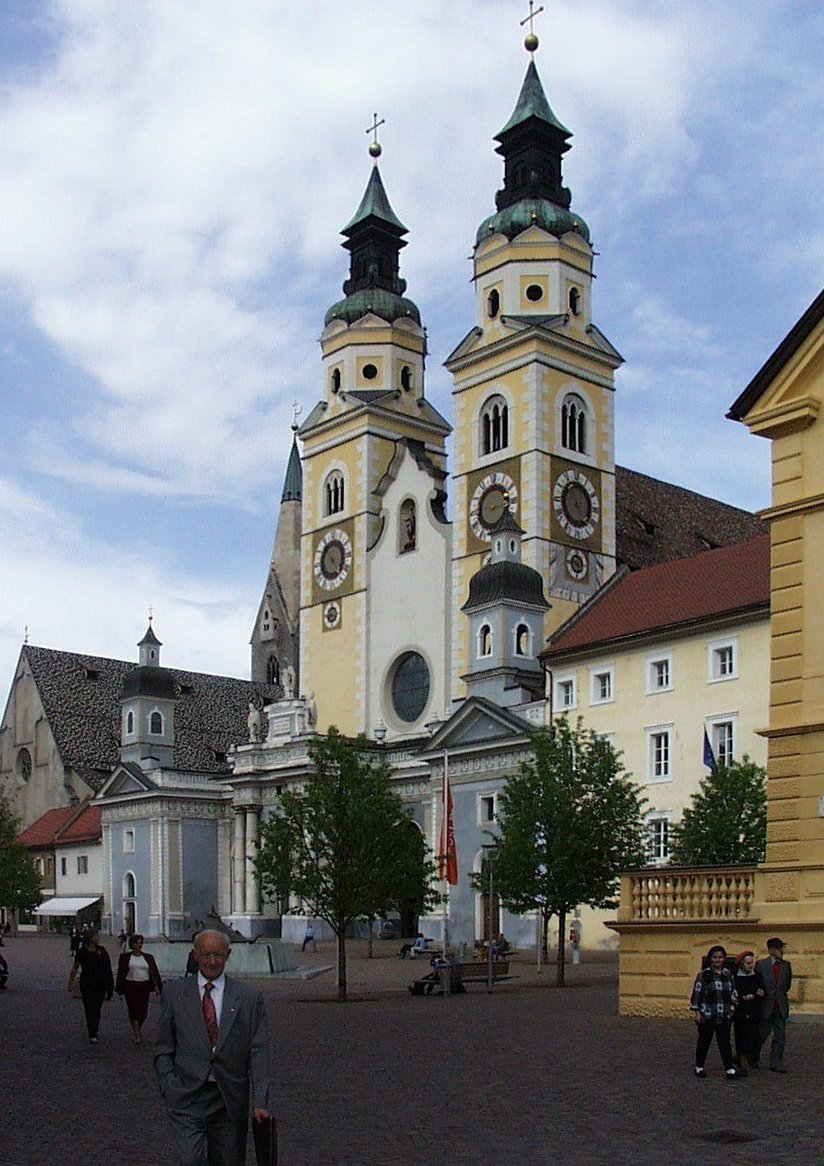
布雷萨诺内主教座堂

天主教博尔扎诺-布雷萨诺内教区（意大利语：Diocesi di Bolzano-Bressanone；拉丁语：Dioecesis Bauzanensis-Brixinensis）是一个罗马天主教教区，位于意大利北部，主教座堂设在博尔扎诺。其范围相当于博尔扎诺自治省。该教区是天主教特伦托总教区的附属教区。
博尔扎诺-布雷萨诺内教区成立于1964年，包括旧布雷萨诺内教区的大部分，和特伦托总教区的一部分。
该教区现任主教是卡爾·戈斯勒，2008年12月5日由教宗本笃十六世任命，2009年3月8日祝圣。